# Gunnar Nilsen-Vig
Gunnar Nilsen-Vig, född 20 september 1886, död 8 juli 1959, var en norsk filmfotograf och regissör.
Nilsen-Vig kom via bolaget Kommunerens Filmcentral A/S i kontakt med regissören Rasmus Breistein. Nilsen-Vig blev Breisteins fasta fotograf och medverkade i de flesta av Breisteins filmer från Tattar-Anna (1920) till Nordlandets våghals (1942). Han skötte även fotot åt andra regissörer, bland annat i den norsk-tyska filmen Fröken statsadvokat (1929, regi Adolf Trotz). År 1923 regisserade Nilsen-Vig sin enda film, Strandhugg paa Kavringen, tillsammans med O. Trygve Dalseg.

## Filmografi

### Foto
- 1920 – Tattar-Anna
- 1921 – Jomfru Trofast
- 1921 – Felix
- 1923 – Strandhugg paa Kavringen
- 1926 – Brudefärden i Hardanger
- 1927 – Eleganta svindlare
- 1929 – Fröken statsadvokat
- 1930 – Kristine Valdresdatter
- 1931 – Det stora barndopet
- 1932 – En glad gutt
- 1932 – Skjærgårdsflirt
- 1934 – Syndare i sommarsol
- 1934 – Liv
- 1935 – Du har lovet mig en kone!
- 1938 – Ungen
- 1942 – Nordlandets våghals

### Regi
- 1923 – Strandhugg paa Kavringen

### Manus
- 1921 – Felix
- 1923 – Strandhugg paa Kavringen